# Capo del governo di Tokelau
Il Capo del governo di Tokelau (in inglese: Head of Government of Tokelau; in tokelau: Ulu-o-Tokelau; in entrambe le lingue anche semplicemente Ulu)  è il capo del governo del territorio di Tokelau, dipendente dalla Nuova Zelanda. La figura è stata istituita nel 1993.
Il governo di Tokelau, il Consiglio per il Governo in carica di Tokelau, si compone dei Faipule (capivillaggio) e dai Pulenuku (sindaci) eletti ogni tre anni in ciascuno dei tre atolli che compongono Tokelau. L'ufficio di capo del governo viene ricoperto a rotazione annuale dai tre Faipule.

## Lista dei capi del governo di Tokelau
La seguente è la lista degli Ulu-o-Tokelau dalla creazione dell'ufficio nel 1993:
|     | Nome | Nome                 | Immagine | In carica        | In carica        |
| dal | Nome | Nome                 | Immagine | al               |                  |
| --- | ---- | -------------------- | -------- | ---------------- | ---------------- |
| 1   |      | Salesio Lui          |          | Febbraio 1993    | Febbraio 1994    |
| 2   |      | Keli Neemia          |          | Febbraio 1994    | Febbraio 1995    |
| 3   |      | Lepaio Simi          |          | Febbraio 1995    | Febbraio 1996    |
| 4   |      | Pio Tuia             |          | Febbraio 1996    | Febbraio 1997    |
| 5   |      | Falima Teao          |          | Febbraio 1997    | Febbraio 1998    |
| 6   |      | Kuresa Nasau         |          | Febbraio 1998    | Febbraio 1999    |
| 7   |      | Pio Tuia (2)         |          | Febbraio 1999    | Febbraio 2000    |
| 8   |      | Kolouei O'Brien      |          | Febbraio 2000    | Febbraio 2001    |
| 9   |      | Kuresa Nasau (2)     |          | Febbraio 2001    | Febbraio 2002    |
| 10  |      | Pio Tuia (3)         |          | Febbraio 2002    | Febbraio 2003    |
| 11  |      | Kolouei O'Brien (2)  |          | Febbraio 2003    | Febbraio 2004    |
| 12  |      | Patuki Isaako        |          | Febbraio 2004    | Febbraio 2005    |
| 13  |      | Pio Tuia (4)         |          | Febbraio 2005    | 15 febbraio 2006 |
| 14  |      | Kolouei O'Brien (3)  |          | 15 febbraio 2006 | Febbraio 2007    |
| 15  |      | Kuresa Nasau (3)     |          | Febbraio 2007    | 23 febbraio 2008 |
| 16  |      | Pio Tuia (5)         |          | 23 febbraio 2008 | 21 febbraio 2009 |
| 17  |      | Foua Toloa           |          | 21 febbraio 2009 | 22 marzo 2010    |
| 18  |      | Kuresa Nasau (4)     |          | 22 marzo 2010    | 11 marzo 2011    |
| 19  |      | Foua Toloa (2)       |          | 11 marzo 2011    | Febbraio 2012    |
| 20  |      | Kelihiano Kalolo     |          | Febbraio 2012    | Marzo 2013       |
| 21  |      | Salesio Lui (2)      |          | Marzo 2013       | Febbraio 2014    |
| 22  |      | Kuresa Nasau (5)     |          | Febbraio 2014    | 23 febbraio 2015 |
| 23  |      | Siopili Perez        |          | 23 febbraio 2015 | 8 marzo 2016     |
| 24  |      | Afega Gaualofa       |          | 8 marzo 2016     | 6 marzo 2017     |
| 25  |      | Siopili Perez (2)    |          | 6 marzo 2017     | 5 marzo 2018     |
| 26  |      | Afega Gaualofa (2)   |          | 5 marzo 2018     | 12 marzo 2019    |
| 27  |      | Kelihiano Kalolo (2) |          | 12 marzo 2019    | 9 marzo 2020     |
| 28  |      | Fofo Tuisano         |          | 9 marzo 2020     | 8 marzo 2021     |
| 29  |      | Kelihiano Kalolo (3) |          | 8 marzo 2021     | 19 maggio 2022   |
| 30  |      | Siopili Perez (3)    |          | 19 maggio 2022   | 6 marzo 2023     |
| 31  |      | Kelihiano Kalolo (4) |          | 6 marzo 2023     | 12 marzo 2024    |
| 32  |      | Alapati Tavite       |          | 12 marzo 2024    | 17 marzo 2025    |
| 33  |      | Fofo Tuisano (2)     |          | 17 marzo 2025    | in carica        |

     Faipule di Atafu
     Faipule di Fakaofo
     Faipule di Nukunonu